# Innovatietheorie van Rogers
De Innovatietheorie van Rogers is een theorie, die iets vertelt over de verspreiding van een innovatie, een nieuw product of idee, binnen een groep. De originele theorie is bedacht door de Fransman Gabriel Tarde, maar populair geworden door Everett Rogers. De theorie is vooral uit de marketingwereld bekend, hoewel Rogers een socioloog was en zijn voorbeelden baseerde op 'innovatieve' ideeën zoals het koken van water om ziekten te voorkomen. Centraal in de theorie staat de beschrijving van de levenscyclus van een innovatie. Rogers onderscheidt vijf stadia, waarin vijf verschillende groepen worden onderscheiden die het product of nieuwe idee accepteren:

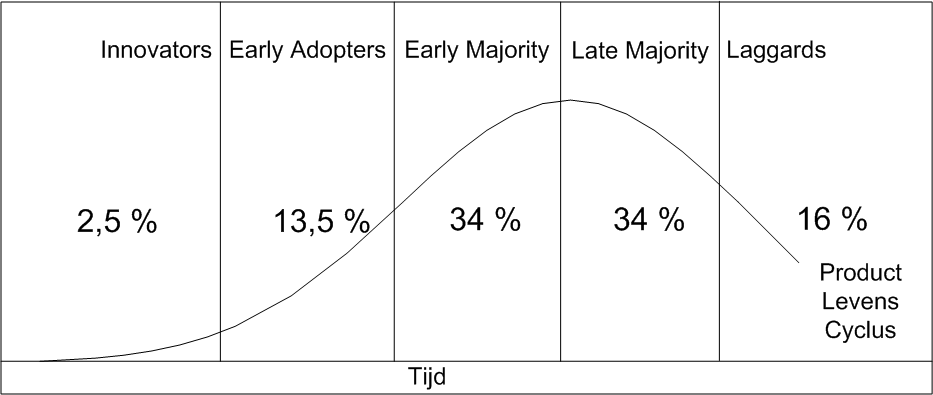
Innovatietheorie van Rogers

- innovatoren of innovators 2,5% - Deze groep mensen zijn de eersten die het product willen hebben. Ze zijn op zoek naar het nieuwste van het nieuwste.
- pioniers of early adopters 13,5% - Net na de innovators bestaat de groep van early adopters uit mensen die ook uit zijn op nieuwe dingen. Deze fase wordt gekenmerkt door een sterke groei in de verkoop.
- voorloper of early majority 34% - Dit is de eerste grote groep mensen die het product gaat kopen. Het product wordt door de massa opgenomen en bereikt zijn volwassenheidsfase.
- achterlopers of late majority 34% - Het product is volwassen, het overgrote deel van de markt is bekend met het product en koopt het. De verkopen zullen langzaam afnemen in deze fase.
- achterblijvers of laggards 16% - De laatste fase van het product. Het product gaat eigenlijk de markt uit en een laatste groep mensen koopt het product, bijvoorbeeld vanwege een goede aanbieding. De verkopen zullen afnemen in deze fase.

Deze beschrijving volgt de verschillende groepen mensen die het product aanschaffen. Het model is ook uit te drukken in termen van volwassenheid van het product, de fasen zijn dan:
introductie, groei, volwassenheid, verzadiging en teruggang.